# 통영 읍도 공룡발자국 화석
통영 읍도 공룡발자국 화석(統營 邑島 恐龍발자국 化石)은 대한민국 경상남도 통영시 도산면, 읍도에 있는 화석이다. 1993년 12월 27일 경상남도의 문화재자료 제203호로 지정되었다.

## 개요
공룡은 중생대의 쥐라기로부터 백악기에 걸쳐 번성했던 길이 5∼25m의 거대한 파충류를 통틀어 말한다.
통영 읍도 공룡발자국화석은 읍도마을의 바닷가 3∼4평 되는 바위 위에 있다. 바위는 썰물 때에만 물 밖으로 나타나는데 바위 위에는 공룡의 것으로 보이는 발자국 102개와 4다리로 걷는 초식공룡의 발자국 40개 외에 사람의 것으로 보이는 발자국 3개가 선명히 찍혀있다.
통영 읍도 공룡발자국화석은 중생대 생태학 연구의 귀중한 자료로써 문화재자료로 지정하여 보존하고 있다.

## 참고 자료
- 통영 읍도 공룡발자국 화석 - 국가유산청 국가유산포털